# Église kimbanguiste

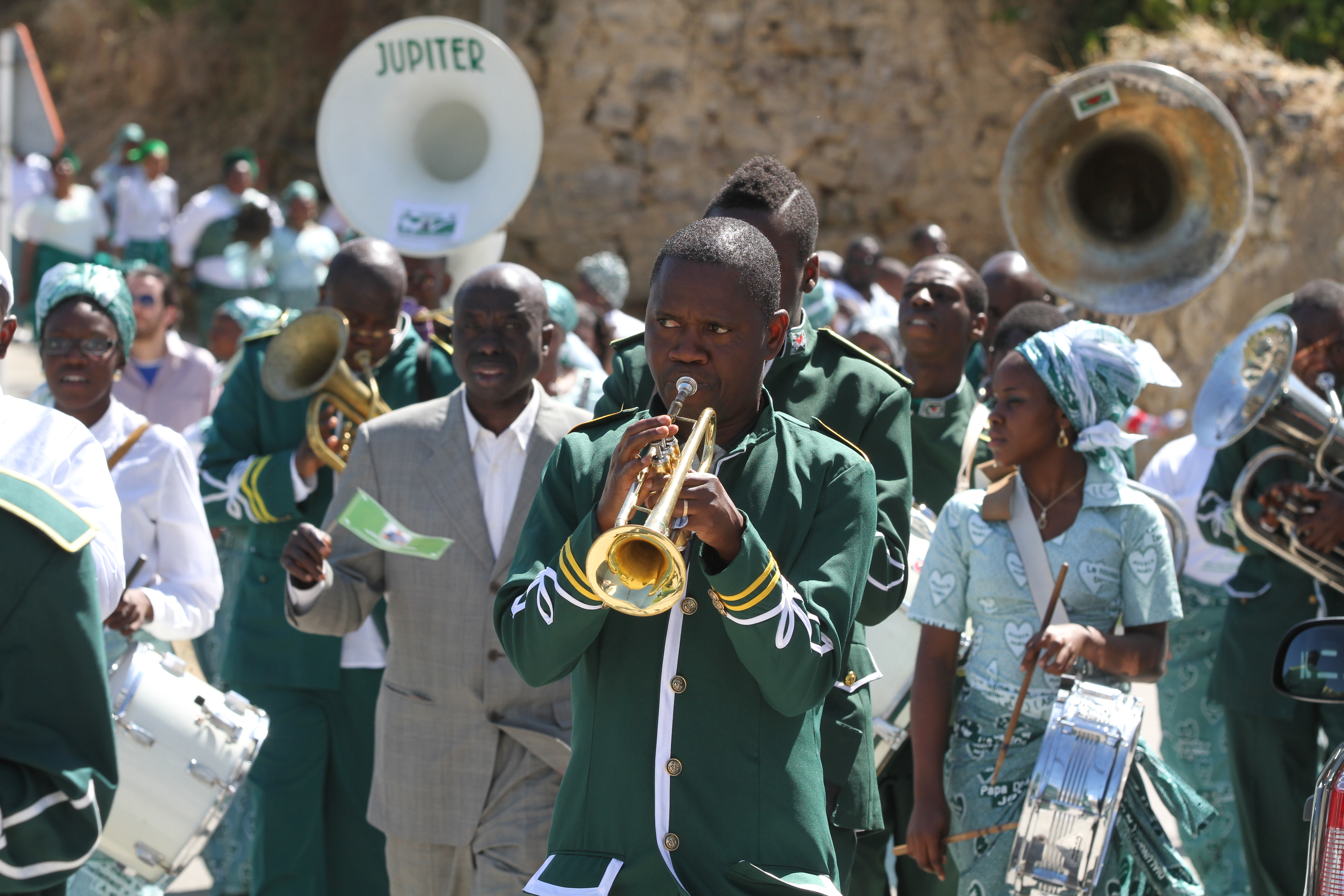
Des membres de l'église kimbanguiste au Portugal fêtent la noël le 25 mai 2013 dans la banlieue de Lisbonne.

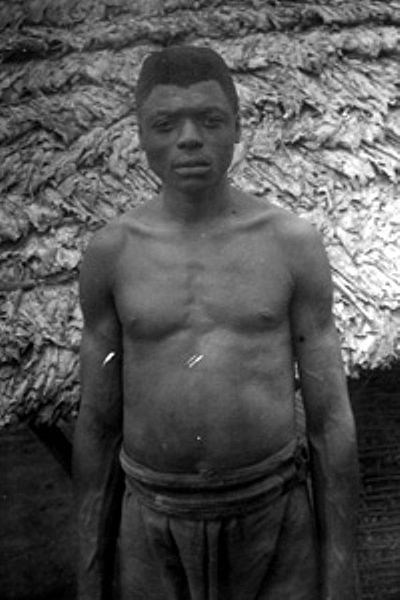
Simon Kimbangu

L'Église kimbanguiste est une Église indépendante africaine chrétienne de type prophétique. Elle fut fondée le 6 avril 1921 par Simon Kimbangu, au Congo belge, et est actuellement surtout présente dans l'actuelle République démocratique du Congo et dans la population congolaise émigrée issue de ce pays.

## Histoire

### Origines
Le nom officiel de l'Église kimbanguiste est depuis 1987 « Église de Jésus Christ sur la Terre par son envoyé spécial Simon Kimbangu », en sigle EJCSK, anciennement appelée « Église de Jésus-Christ sur la Terre par le prophète Simon Kimbangu ».
Depuis les festivités du centenaire qui ont eu lieu le 06 avril 2021, le nom officiel devient « Église de Jésus-Christ sur la Terre par son envoyé spécial papa Simon Kimbangu ».
Le mouvement Kimbanguiste a été créé le 6 avril 1921 par Simon Kimbangu. Ce jour-là, il déclare avoir eu une apparition de Jésus Christ, qui lui aurait permis d'accomplir une guérison miraculeuse sur Nkiantondo. L'Église kimbanguiste a été reconnue officiellement par l'état colonial le 24 décembre 1959.
La nouvelle de ces événements se répand dans le Kongo-Central (Bas-Congo), mais également au Congo français (Congo Brazzaville) et au Congo portugais (aujourd'hui Angola). Des pèlerins arrivent alors au village de Nkamba.
Simon Kimbangu est l'auteur de nombreux miracles : guérisons de malades voire résurrection des morts. Devant l'ampleur des événements, les autorités du Congo belge se sentent menacées par le mouvement de Kimbangu.
Une enquête pour sédition est ouverte, menée par l'administrateur Léon Morel. Après une arrestation ratée le 6 juin 1921, Simon Kimbangu se réfugie à Mbanza Nsanda où il déclare : « Les Blancs deviendront Noirs et les Noirs deviendront Blancs » à propos de la décolonisation. Cela confirme les soupçons de sédition, et les recherches reprennent. Le 11 septembre 1921, il décide de se rendre aux autorités coloniales. Le 12 septembre, il est arrêté avec quelques disciples. Jugé par un tribunal militaire, il est condamné à la peine capitale avant que le roi des Belges ne commue cette peine en prison à perpétuité. De 1921 à 1951, il passera donc 30 ans à la prison de haute sécurité d’Élisabethville (Lubumbashi).

### Des persécutions à la reconnaissance

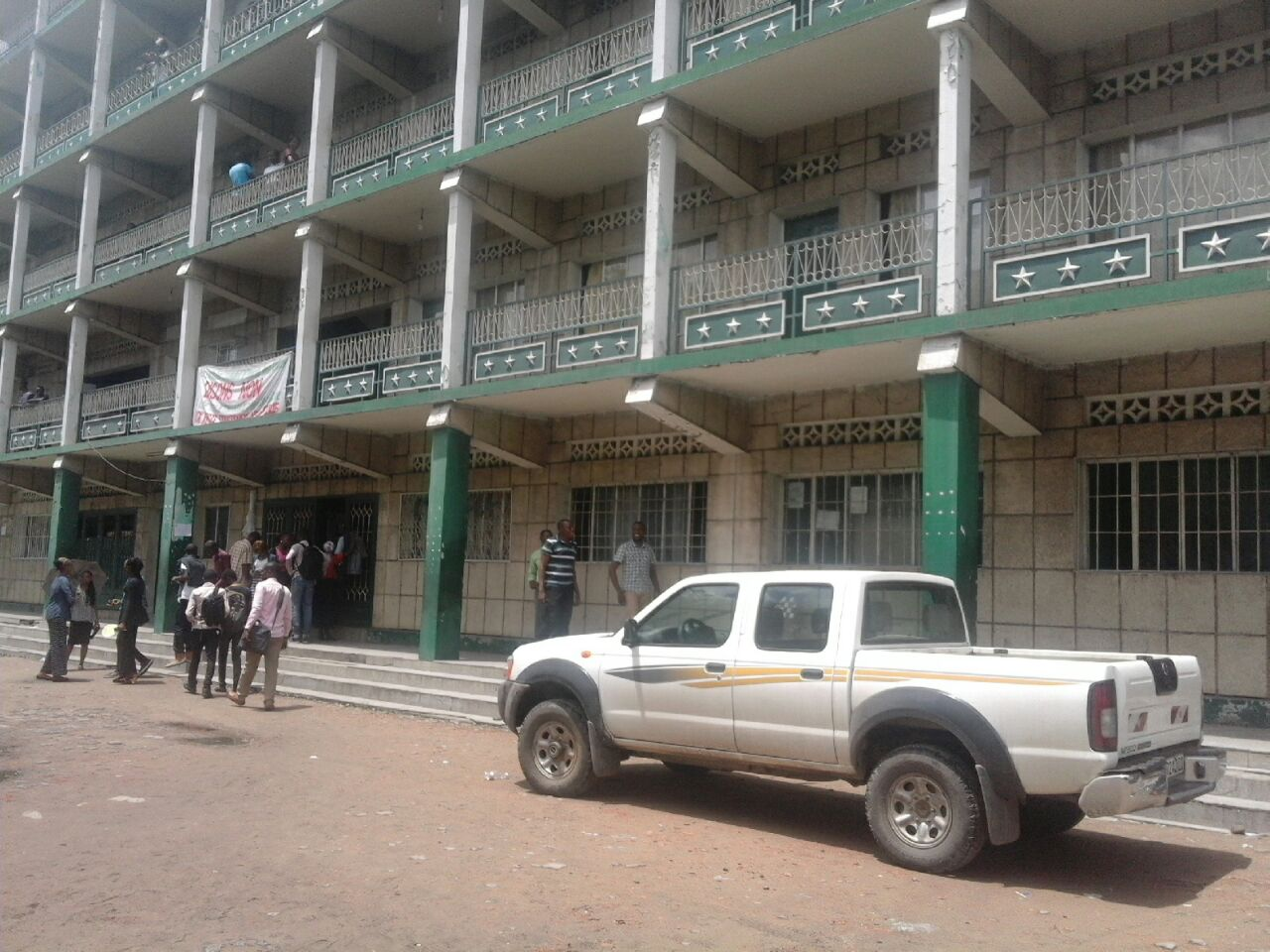
Université Simon Kimbangu à Kalamu (RDC).

Les autorités coloniales belges, considérant le kimbanguisme comme un mouvement subversif, prennent pendant plusieurs décennies des mesures répressives à l'égard des membres : envoi dans des camps de relégation, puis, à partir de 1940, dans des « Colonies Agricoles pour Relégués Dangereux » (C.A.R.D.).
Les adeptes parviennent cependant à maintenir des activités clandestines. Le plus jeune fils de Simon Kimbangu, Joseph Diangienda Kuntima, s'emploie à regrouper les sympathisants. L'épouse du prophète, Kimbangu Marie Mwilu, ordonne les premiers pasteurs kimbanguistes en 1955. En janvier 1958, une pétition est adressée au gouverneur général du Congo, en vue d'obtenir la liberté du culte. Cette démarche, dont les auteurs se réclament de la Déclaration universelle des droits de l'homme, de la charte coloniale et de la Constitution belge, aboutit à une première forme de reconnaissance tacite. Le 11 mars 1958, la première constitution de l'Église de Jésus-Christ sur Terre par le Prophète Simon Kimbangu (E.J.C.S.K.) est promulguée. Le 22 juin 1958, lors du premier congrès kimbanguiste, Joseph Diangienda Kuntima est reconnu chef spirituel de l'E.J.C.S.K. Une demande officielle de reconnaissance adressée à la Chambre des représentants et au Sénat de Belgique aboutit enfin à la reconnaissance officielle le 24 décembre 1959.

### De la reconnaissance à nos jours

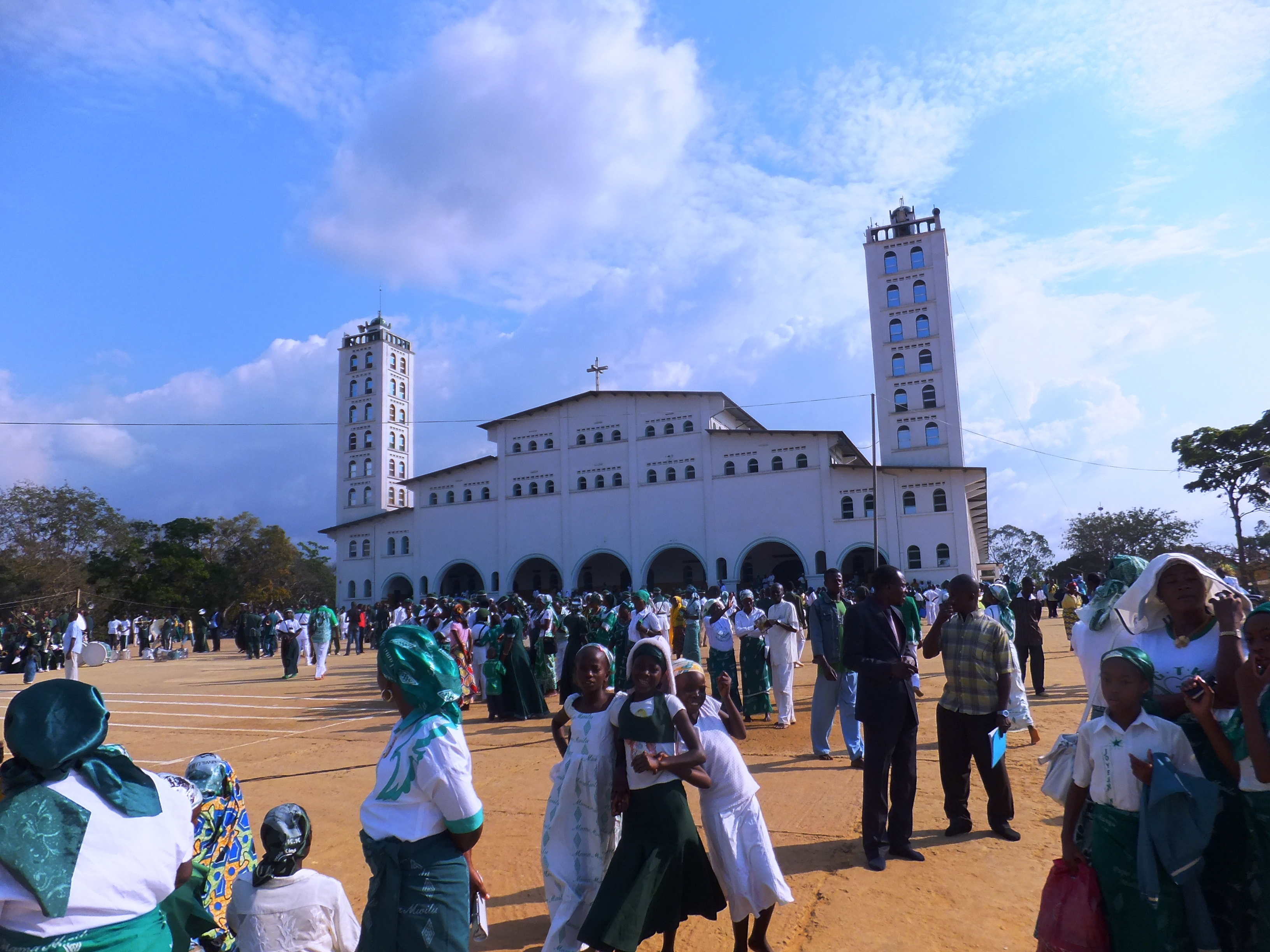
Temple de Nkamba, Bas-Congo

Du 27 avril 1959 au 8 juillet 1992, l'Église kimbanguiste sera dirigée par Joseph Diangienda Kuntima en sa qualité de chef spirituel (titre qui lui sera attribué quelque temps après), assisté de Charles Daniel Kisolokele Lukelo (chef spirituel, premier adjoint) et Paul Salomon Dialungana Kiangani (chef spirituel, deuxième adjoint). Tous les trois sont fils de Simon Kimbangu et de son épouse Marie Mwilu Kiawanga Nzitani. L'Église kimbanguiste adhère au Conseil œcuménique des Églises (COE) en 1969, et à la Conférence des Églises de toute l'Afrique (CETA) en 1974.

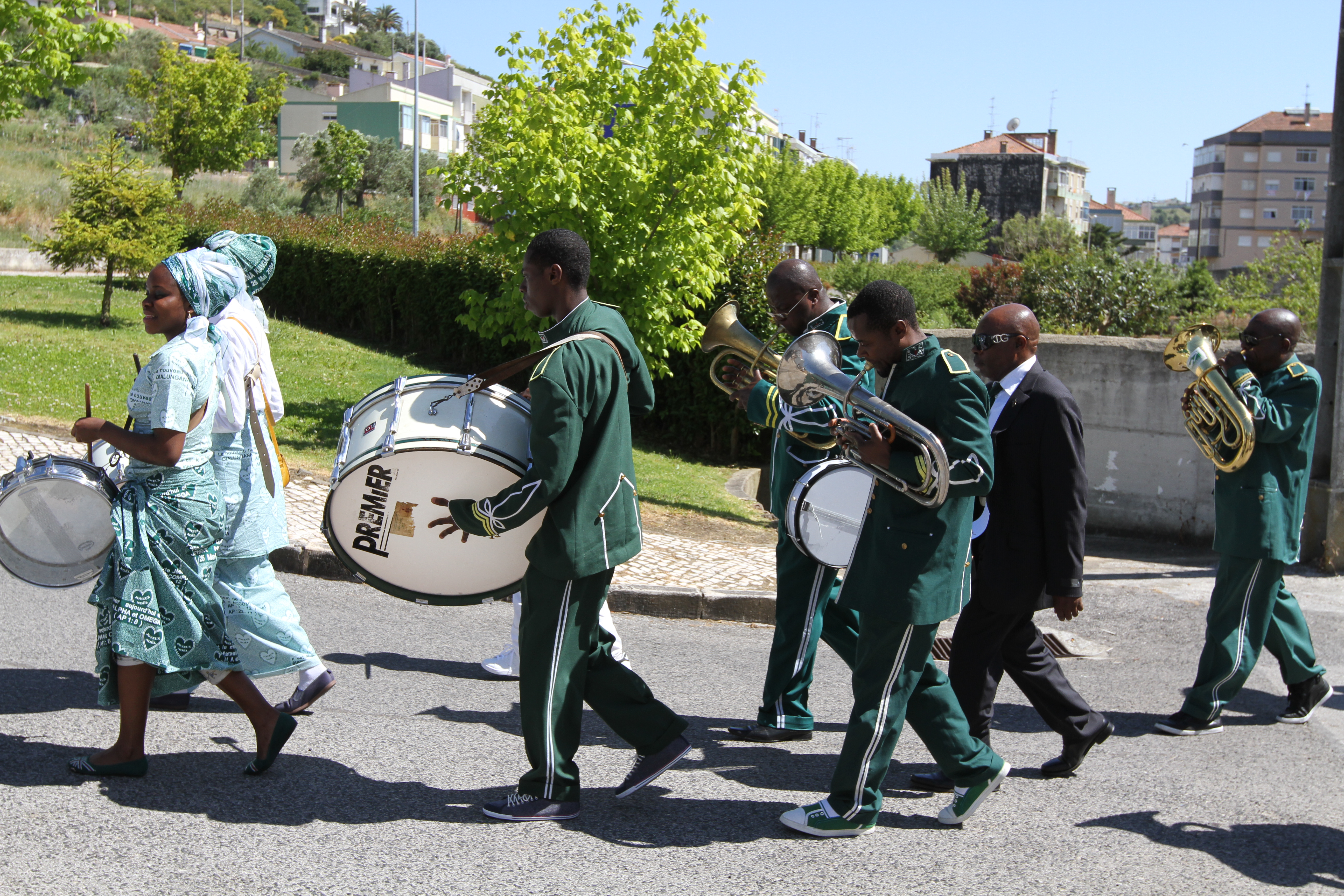
Des membres de l'église kimbanguiste au Portugal fêtent le Nouvel An le 25 mai 2013 dans la banlieue de Lisbonne.

Depuis 1921, Nkamba est considéré par les kimbanguistes comme la nouvelle Jérusalem, selon la révélation de Simon Kimbangu. Aujourd'hui, un grand temple de 100 m de longueur sur 50 m de large comportant 37000 places assises se situe à Mbanza Nkamba, qui est l'unique lieu saint du kimbanguisme.
Au niveau international, l'Église kimbanguiste est dirigée par un chef spirituel et représentant légal assisté d'un ou plusieurs conseillers directs. Il est spirituellement considéré infaillible. Au niveau national, elle est supervisée par un collège national qui a à sa tête un président. À l'instar de chaque pays, il y a des représentants légaux qui ont la responsabilité d'une ou de régions entières.
Paul Salomon Dialungana Kiangani annonce à la veille de l'an 2000 être l'incarnation de Jésus-Christ. Depuis, l'Église kimbanguiste a adopté la date du 25 mai comme jour de Noël, à la place du 25 décembre. Actuellement, c'est Simon Kimbangu Kiangani, petit-fils de Simon Kimbangu, qui dirige l'Église kimbanguiste depuis le 26 août 2001. Il réside à Nkamba et a organisé deux conférences internationales dans le but de mieux faire connaître la personnalité spirituelle de Simon Kimbangu. La révision du procès de son grand-père a eu lieu de 22 juillet 2011, où le Congo actuel annule la condamnation pour sédition.
Par ailleurs, un autre petit-fils de Kimbangu revendique l'héritage spirituel, et a fondé une Église dissidente.

## Organisation

Drapeau de l'église Kimbanguiste

Depuis 2001, le chef spirituel et représentant légal de l’Église kimbanguiste est Simon Kimbangu Kiangani, fils de Salomon Dialungana Kiangani, ayant occupé les mêmes fonctions de 1992 jusqu'à sa mort en 2001. À la suite de sa nomination, l'église s'est divisée en deux: la branche "3=1" qui prône que l'héritage spirituel ne revient qu'à une seule personne, sous la direction de Simon Kimbangu Kiangani, assisté par quelques-uns des petits-enfants au rang de conseillers directs, l'autre branche "26 =1" sous la direction des autres petits-enfants de Simon Kimbangu, qui se sont proclamés chefs spirituels adjoints, qui prône que l'héritage spirituel revient à toute la descendance sanguine. 
L’Église kimbanguiste revendique 32 millions de fidèles dans le monde. Pour la CIA, environ 10 % des 105 millions d'habitants de la RDC sont kimbanguistes. Une autre estimation donne 10 millions de kimbanguistes en RDC, et 17 millions dans le monde.
Les ministres du culte sont des pasteurs nommés par le chef spirituel ou par un pasteur mandaté par lui.

## Doctrine
Si l'Église kimbanguiste se réfère à la Bible et se réclame du Credo de Nicée, elle reconnaît solennellement et proclame universellement Simon Kimbangu, Dieu le Saint-Esprit, Jésus Christ demeurant le Rédempteur de l’humanité. Elle prêche l’amour du prochain, l’obéissance aux lois divines et la pratique des bonnes œuvres, préceptes traduits par la devise Bolingo - Mibeko - Misala.
Elle prône par ailleurs, aux antipodes de ses origines, l'allégeance aux pouvoirs en place, son premier précepte étant de « Respecter l'autorité de l'État ». Elle a donc soutenu tour à tour Mobutu Sese Seko lorsque le Zaïre était une dictature, Laurent-Désiré Kabila après la création du Congo puis son fils Joseph. Depuis la mise à l'écart de ce dernier par Félix Tshisekedi, c'est à lui qu'elle prête désormais allégeance.
Elle proscrit les boissons alcoolisées, la danse, la drogue, l'usage du tabac, la polygamie, l'adultère, la fornication, la sorcellerie, la consommation de la viande de porc et la viande de singe, le port du pantalon taille basse pour les hommes et de la minijupe voire du décolleté pour les femmes.
La musique par contre est autorisée, et l'Église kimbanguiste dispose d'un orchestre symphonique réputé.
Nkamba, la cité sainte du kimbanguisme et le siège international de l'Église, est aussi appelée « La Nouvelle Jérusalem », en hommage à la Jérusalem céleste (aussi nommée "Nouvelle Jérusalem").

## Relations avec les autres Églises
L’Église kimbanguiste a fait partie du Conseil œcuménique des Églises (COE) à partir de 1969 et de la Conférence des Églises de toute l'Afrique (CETA) à partir de 1974.
Depuis 2001, le kimbanguisme ne fait plus partie de l'œcuménisme à la suite de l'auto-proclamation du fils de Simon Kimbangu, Salomon Dialungana Kiangani, comme étant la « réincarnation du Seigneur Jésus-Christ ».